# Kacze opowieści (serial animowany 2017)
Kacze opowieści (ang. DuckTales) – serial animowany wytwórni Disney Television Animation, którego premierowa emisja w Stanach Zjednoczonych rozpoczęła się 12 sierpnia 2017 roku na kanale Disney XD od emisji odcinka Woo-oo!. Kolejne odcinki serialu są emitowane od 23 września 2017 roku. Polska premiera serialu odbyła się 30 marca 2018 roku na kanale Disney Channel.
Kacze opowieści to reboot serialu animowanego o tym samym tytule z lat 1987–1990. Twórcy nowej wersji serialu podczas produkcji inspirowali się także komiksami o przygodach Sknerusa McKwacza i Kaczora Donalda autorstwa Carla Barksa, Dona Rosy oraz twórców włoskich komiksów Disneya.
Informacja o rozpoczęciu prac nad kontynuacją serialu nową wersją Kaczych opowieści została ogłoszona 25 lutego 2015 roku. W przeciwieństwie do poprzedniej inkarnacji serialu, Kacze opowieści tworzone są w stylistyce przypominającej rysunki komiksowe. W serialu można ujrzeć obrazy inspirowane obrazami olejnymi stworzonymi przez Carla Barksa. Zmienione zostały także charaktery niektórych postaci, m.in. Hyzia, Dyzia i Zyzia, którzy w nowej wersji posiadają różniące się osobowości. Jednym z głównych bohaterów został również Kaczor Donald, który w oryginalnej wersji Kaczych opowieści wystąpił tylko w ośmiu odcinkach.
Podobnie jak poprzednik, serial cechuje się m.in. przygodami, poszukiwaniem skarbów, podróżami, zagadkami przeszłości i magią. Kacze opowieści zachowały również piosenkę czołówkową oryginalnej wersji, napisaną w 1987 roku przez Marka Muellera. Utwór DuckTales Theme na potrzeby nowej wersji został nagrany w odświeżonej aranżacji muzycznej. Amerykańskim wykonawcą piosenki jest Felicia Barton. W polskiej wersji wykonuje ją Jakub Jurzyk.
Pierwszy sezon serialu składa się z 21 odcinków 22-minutowych oraz 2 odcinków 44-minutowych. Disney potwierdził również informacje o produkcji drugiego sezonu. W maju 2018 roku regularna emisja serialu została przeniesiona na antenę amerykańskiego Disney Channel. We wrześniu 2018 został potwierdzony trzeci sezon serialu.

## Fabuła
Po dziesięciu latach nieodzywania się do siebie, Sknerus McKwacz ponownie jednoczy się z Kaczorem Donaldem i jego siostrzeńcami – Hyziem, Dyziem i Zyziem, którzy przeprowadzają się do rezydencji McKwacza. Pojawienie się przybyszów przywraca Sknerusowi żądzę przygody i wraz z rodziną powraca na szlak wypraw w celu odnalezienia najrozmaitszych skarbów. Jednocześnie siostrzeńcy wraz ze swoją nową przyjaciółką Tasią próbują odkryć prawdę, dlaczego Sknerus i Donald przestali się spotykać i wyruszać na przygody.

## Bohaterowie z serialu

### Główne postacie
- Sknerus McKwacz (oryg. Scrooge McDuck) – kaczor szkockiego pochodzenia; wujek Donalda i Delli oraz wujeczny dziadek Hyzia, Dyzia i Zyzia. Najbogatszy kaczor świata mieszkający w rezydencji na wyspie w pobliżu Kaczogrodu. Swoją pierwszą dziesięciocentówkę zarobił w dzieciństwie pracując jako pucybut w Glasgow, co zmotywowało go, by wyemigrować do Stanów Zjednoczonych. W przeszłości poszukiwał skarbów i przygód wraz ze swoimi siostrzeńcami – Donaldem i Dellą. W wyniku zaginięcia Delli, Sknerus zaprzestał przygód, prowadząc nudne życie zwykłego biznesmena. Nie był zachwycony, kiedy Donald wrobił go w opiekę swych wujecznych wnuków na kilka godzin. Późniejsze kłopoty sprawione przez siostrzeńców oraz Tasię przypomniały jednak Sknerusowi jego własne przygody, przez co podjął decyzję o powrocie do poszukiwań skarbów. Pomimo powierzchowności zgryźliwego odludka kryje w sobie ciepło, uczciwość i pracowitość i nie przejmuje się opinią ludzi. Jednocześnie jest chorobliwie skąpy i po macoszemu traktuje swoje public relations. Bywa staroświecki i nie znosi swych urodzin. Najbardziej na świecie nienawidzi świętego Mikołaja. W serialu pokazano, często jako żart, że jest absurdalnie stary. W oryginalnej wersji językowej mówi ze szkockim akcentem.

- Hieronim „Hyzio” Kaczor (oryg. Hubert „Huey” Duck) – najstarszy (o kilka sekund) z rodzeństwa, syn Delli i siostrzeniec Donalda, ubrany na czerwono. Najmądrzejszy i najlepiej zorganizowany ze swoich braci. Należy do organizacji Młodych Skautów i korzysta z uzupełnianego przez siebie Poradnika Młodego Skauta. Bracia nie rozumieją jego ułożonego trybu życia. Z pociągu do wiedzy ma zamiłowanie do niecodziennych rzeczy i momentami sprawia wrażenie dziwaka. Mimo to ze wszystkich trojaczków jest najbardziej nerwowy i łatwo wpada w szał.

- Dionizy „Dyzio” Kaczor (oryg. Dewford „Dewey” Duck) – środkowy pod względem wieku z rodzeństwa, syn Delli i siostrzeniec Donalda, ubrany na niebiesko. Uwielbia przygody i dalekie podróże oraz marzy o pełnych niebezpieczeństw wyprawach po skarby. Uważa siebie za oczywistego przyszłego następcę Sknerusa na jego podróżniczym szlaku. Jest bardzo beztroski i nierozważny, a jego żądza wzbudzania zainteresowania irytuje braci. Z całej trójki najbardziej przyjaźni się z Tasią.

- Zygmunt „Zyzio” Kaczor (oryg. Llewelyn „Louie” Duck) – najmłodszy (o kilka sekund) z rodzeństwa, syn Delli i siostrzeniec Donalda, ubrany na zielono. Leniwy i egoistyczny, próbujący osiągać swoje cele jak najmniejszym kosztem. Ze Sknerusem łączy go miłość do pieniędzy oraz umiejętność pływania w nich. Z całej trójki jest najbardziej emocjonalny. Nienawidzi swojego prawdziwego imienia i robi wszystko, by zwracano do niego zdrobnieniem. W drugim sezonie z inspiracji Sknerusa zakłada własny biznes Zyzio sp. z o.o. (oryg. Louie Inc.), który zostaje zamknięty jako kara za negatywne konsekwencje jego podróżowania w czasie.

- Tasia Van Der Kwak (oryg. Webbigail „Webby” Vanderquack) – kaczka brytyjskiego pochodzenia; wnuczka pani Dziobek, z którą mieszka w rezydencji McKwacza. Tasia uwielbia przygody i interesuje się historią klanu McKwacz. Jej idolami są Sknerus i Donald, których uważa za największych poszukiwaczy przygód w historii. Wychowana została na niesamowitego wojownika, jednak żyjąc przez lata w izolacji ma poważne braki w kontaktach międzyludzkich. Dość szybko zaprzyjaźnia się z siostrzeńcami, których z początku przerażała. Początkowo zwracała się do Sknerusa pan McKwacz, jednak po pewnym czasie ten uznał, by mówiła do niego wujek Sknerus.
- Kaczor Donald (oryg. Donald Duck) – siostrzeniec Sknerusa, brat Delli i wujek Hyzia, Dyzia i Zyzia, z którymi mieszkał na łodzi w porcie Kaczogrodu. W przeszłości wyruszał na wyprawy ze swoim wujkiem i siostrą, ale po zaginięciu Delli, zerwał kontakt ze Sknerusem na dekadę. Z tego powodu był wyjątkowo nadopiekuńczy wobec swoich siostrzeńców, których wychowuje, odkąd byli jajkami. Z powodu rozmowy o pracę niechętnie zostawił ich pod opieką Sknerusa. Po przygodzie z Atlantydą Donald pozwala na swobodę Hyziowi, Dyziowi i Zyziowi i wraz z nimi przeprowadza się do rezydencji McKwacza. Stara się jednak być niezależny od Sknerusa i mieszka wciąż na swej łodzi w basenie rezydencji. Z czasem wybacza Sknerusowi jego winy i godzi się z nim. Jest wyjątkowo pechowy i często dostaje napadów szału, jednocześnie jest głosem rozsądku w swej rodzinie, staje w obronie bliskich z narażeniem życia i ma przebłyski sprytu. Ma wadę wymowy, która sprawia, że mało kto go rozumie. Nie cierpi swych kuzynów Gogusia i Dziobasa. W dzieciństwie był grunge’owcem. Będąc na studiach tworzył z José i Panchitem zespół muzyczny Trzej Caballeros (oryg. The Three Caballeros).

- Śmigacz McKwak (oryg. Launchpad McQuack) – kaczor; pracownik Sknerusa McKwacza. Początkowo był jego szoferem limuzyny, ale później również został pilotem. Pracuje także jako drużynowy w Młodych Skautach. Śmigacz wielokrotnie ma problemy z poprawnym lądowaniem i powoduje „kraksy”. Nie jest zbytnio inteligentny. Mimo tego jest pozytywnie nastawiony do życia i nie przejmuje się porażkami. Gigantyczny fan serialu Przygód Agenta Kupra, który oglądał w dzieciństwie. Za swego najlepszego przyjaciela uważa Hyzia. Do Sknerusa zwraca się pan McKwa. W przeszłości był w związkach z różnymi kobietami, których losy są owiane tajemnicą.

- Bentina Dziobek (oryg. Bentina Beakley) – kaczka brytyjskiego pochodzenia; gosposia w rezydencji McKwacza, babcia Tasi. W przeciwieństwie do większości mieszkańców rezydencji McKwacza, twardo stąpa po ziemi. Udziela rad Sknerusowi i jego rodzinie. Nie cierpi, kiedy Sknerus traktuje ją jak sekretarkę. Odznacza się ogromną siłą. W przeszłości działała w organizacji C.H.I.C.H.O.S.Z.A. (oryg. S.H.U.S.H.) jako szpieg pod kryptonimem Agentka 22.
- Della Kaczka (oryg. Della Duck) – siostrzenica Sknerusa, siostra Donalda, matka Hyzia, Dyzia i Zyzia. Jako pilotka nosi lotniczy mundur. W przeszłości wyruszała na wyprawy wspólnie ze Sknerusem i Donaldem. Z całej trójki była najbardziej żądna przygód, ale także uparta i nieodpowiedzialna. Widząc już wszystko na świecie chciała odkrywać kosmos, mimo tego że jej dzieci miały niedługo się wykluć. Wykradła Włócznię Selene (oryg. Spear of Selene), rakietę zbudowaną w tajemnicy przez Sknerusa jako prezent dla niej i odbyła lot kosmiczny. Podczas burzy kosmicznej kontakt z rakietą się urywa i słuch o Delli ginie. Przeżyła jako rozbitek na Księżycu, lecz nie jest w stanie skontaktować się z Ziemią i utraciła lewą nogę. Po dziesięciu latach na Księżycu udaje jej się dolecieć na Ziemię i zjednoczyć się z rodziną. Od tego czasu uczy się bycia matką. W dzieciństwie Donald nazywał ją Dumbellą. W mniejszym stopniu niż Donald miewa napady szału.

### Postacie drugoplanowe
- Kurak Diodak (oryg. Gyro Gearloose) – kurak; szalony naukowiec i wynalazca, który pracuje w laboratorium znajdującym się pod skarbcem Sknerusa. Jest gburowaty i ma ogromne ego, co odbija się na jego umiejętnościach społecznych. Wielokrotnie narzeka na swoich podwładnych oraz warunki pracy.

- Robokwak / Hydrant Cyfron Pisanko-Cabrera (oryg. Gizmoduck / Fenton Crackshell-Cabrera) – kaczor latynoskiego pochodzenia; stażysta i asystent badawczy, który współpracuje z Diodakiem. W tajemnicy strzeże porządku w mieście jako Robokwak. W życiu prywatnym jest bardzo gamoniowaty i niekiedy bezmyślny. Mieszka z matką.  Jego przodek był szeryfem w czasach Dzikiego Zachodu i tak samo jak on był tak samo naiwny i gapowaty. W przeciwieństwie do poprzedniej wersji serialu, jego upierzenie ma brązowy, a nie biały kolor.

- Lena – kaczka; siostrzenica Magiki De Czar, która wbrew własnej woli pomaga jej wykraść pierwszą dziesięciocentówkę Sknerusa. Zaprzyjaźnia się z Tasią, co próbuje bezwzględnie wykorzystać Magika. Później okazuje się, że naprawdę powstała z resztek cienia Magiki, podczas jej bitwy ze Sknerusem 15 lat temu, i przyjęła formę kaczątka. Przez jakiś czas była w formie zjawy, jednak po seansie spirystycznym przeprowadziła się do domu Wioli[11]. Jedna z postaci całkowicie stworzona na potrzeby nowych Kaczych opowieści.

- Wiola Koliber (oryg. Violet Sabrewing) – zapylaczka fioletowa; przyjaciółka Tasi. Przez całe życie była racjonalna i nie wierzyła w zjawiska nadprzyrodzone. Do inwazji cieni wywołanej przez Magikę zaczyna się interesować magią. Podczas wizyty w kaczogrodzkiej bibliotece poznaje Tasię i umawia się spotkanie w rezydencji McKwaczów. Lena podejrzewała ją o złe intencje i współpracę z Magiką, wkrótce cała trójka się zaprzyjaźniła. Od tego czasu Lena mieszka w domu Wioli, by ta miała na nią oko i studiowała związane z nią magiczne anomalie[11]. Jest wychowywana przez gejowską parę[12]. Jedna z postaci całkowicie stworzona na potrzeby nowych Kaczych opowieści; pojawia się po raz pierwszy w drugim sezonie[13].

- Cezar (oryg. Duckworth) – pies; zmarły przed laty lokaj Sknerusa. Był podziwiany przez Granita Forsanta i Mamę Be za talent do tworzenia imprez towarzyskich. Podczas przyjęcia urodzinowego swego pracodawcy jego duch został przywołany przez Biesa Belzebuba (oryg. Blackheart Beagle) do świata żywych i od tej pory mieszka w rezydencji, z czego średnio zadowolona jest pani Dziobek.

- Roksana Pierzyna (oryg. Roxanne Featherly) – zielonopióra kaczka; kaczogrodzka reporterka telewizyjna. Ma dość nachalne usposobienie i lubi manipulować reportażami, by wyszło na korzyść telewizji. Jedna z postaci całkowicie stworzona na potrzeby nowych Kaczych opowieści.

- Oficer Cabrera – kaczka latynoskiego pochodzenia; policjantka, matka Hydranta. Jej nieustępliwość w pracy kontrastuje ze spędzaniem wolnego czasu na nałogowym oglądaniu telenowel w telewizji. Początkowo jest rozczarowana dotychczasowym życiem zawodowym Hydranta, potem jest dumna, gdy ten osiąga sukces jako Robokwak. Mówi z latynoamerykańskim akcentem i wtrąca do zdań hiszpańskie słowa. W przeciwieństwie do poprzedniej wersji serialu, jej upierzenie ma brązowy kolor jak u Hydranta i jest dużo młodsza.

- Bezgłowy Człowiek-Koń Maniek (oryg. Manny the Headless Man-Horse) – stwór o wyglądzie bezgłowego konia, który w przeszłości walczył ze Sknerusem. Przypadkowo został ożywiony przez Zyzia i w wyniku walki z kaczkami, zyskuje głowę z posągu Sknerusa. Wdzięczny za to, odchodzi w nieznane. Później zostaje zatrudniony przez Diodaka jako stażysta w jego laboratorium. Porozumiewa się za pomocą kopyt wystukując alfabet Morse’a. Jedna z postaci całkowicie stworzona na potrzeby nowych Kaczych opowieści.

- Porucznik Penumbra – kosmitka; prawa ręka generała Lunarisa. Chłodna i pozbawiona humoru wojowniczka. Od samego początku uważa Dellę za intruza i podczas jej prób wydostania się z Księżyca chce ją zabić. Della nie wie o tym i uważa Penumbrę za przyjaciółkę. Gdy Della opuszcza Księżyc dociera do niej, że nie była zła i jest zaskoczona planem Lunarisa oczernienia Delli w oczach ich pobratymców jako zdrajczyni i podbicia Ziemi.

- Złotka O’Gilt (oryg. Goldie O’Gilt) – kaczka; dawna miłość Sknerusa. W czasach młodości wspólnie ze Sknerusem była poszukiwaczką przygód. Oboje są przeciwnościami – o ile Sknerus stara być się uczciwy, to Złotka ma skłonności do kradzieży i nieetycznych działań.

- Ćwierkules (oryg. Storkules) – bocian greckiego pochodzenia; półbóg, syn Zeusa mieszkający na Itakwace (oryg. Ithaquack) opisany w mitologii greckiej. Heros o szlachetnym sercu i sławiący się bohaterskimi uczynkami. Ubóstwia Donalda i uważa go za swojego najlepszego przyjaciela. W sezonie drugim zostaje wygnany przez Zeusa, by nauczył się odpowiedzialności i przeprowadza się do Kaczogrodu. Tam na początku wynajmował pokój w łodzi Donalda, który potem pomógł mu znaleźć mieszkanie. Jedna z postaci całkowicie stworzona na potrzeby nowych Kaczych opowieści.

- Agent Kuper / Drake Mallard (oryg. Darkwing Duck / Drake Mallard) – kaczor; początkujący aktor. Tak jak Śmigacz gigantyczny fan serialu Przygody Agenta Kupra, który zainspirował go w dzieciństwie do niepoddawania się mimo trudnych warunków. Przyjmuje rolę Agenta Kupra w filmowym reboocie, gdyż chce zainspirować inne dzieci w ten sam sposób co jego samego w dzieciństwie. Po anulowaniu filmu przez Sknerusa przekonany przez Śmigacza zostaje superbohaterem na poważnie. Jako miejsce swej działalności wybrał St. Canard. Nie przepada za Robokwakiem.

- Kwacia Tapmajer (oryg. Gosalyn Waddlemeyer) – kaczka latynoskiego pochodzenia[14]. Prosi Agenta Kupra o pomoc w odnalezieniu jej dziadka. Po ocaleniu St. Canard decyduje się zostać sojuszniczką Agenta Kupra w walce z przestępczością. Pojawia się po raz pierwszy w trzecim sezonie[15].
- Rysia Sówka (oryg. Zan Owlson) – sowa afroamerykańskiego pochodzenia[16] pochodząca z Myszogrodu; założycielka fundacji „Kuruj się Kurczę” (oryg. Change for Chicks). Była wiceprezes Konsorcjum Forsanta, gdzie była znacznie łagodniejsza od swego mocodawcy i milsza dla otoczenia. W biznesie stawia bardziej na relacje międzyludzkie niż na zysk. Próbowała przemienić Forsanta w lepszego biznesmena, jednak z powodu głupoty jej pracodawcy wysiłki jej szły na marne. Sfrustrowana pracą dla dziecinnych biznesmenów decyduje się na samodzielną działalność gospodarczą i zostaje burmistrzem w St. Canard. Jedna z postaci całkowicie stworzona na potrzeby nowych Kaczych opowieści; pojawia się po raz pierwszy w drugim sezonie[13].

- Goguś Kwabotyn (oryg. Gladstone Gander) – gąsior; kuzyn Donalda, znany z posiadania ogromnego szczęścia. Jest to główny powód irytacji Sknerusa i Donalda, którym nie podoba się jak Goguś osiąga wszystkie swoje cele bez najmniejszego wysiłku i obaj go nienawidzą. Sprawia wrażenie aroganckiego, jednak jest serdeczny dla swej rodziny. Lubi Donalda, jednak nie przepada za Sknerusem.

- Johnny i Randy – koguty; dwaj bracia-bliźniacy prowadzący telewizyjny reality show Imperium Otomańskie (oryg. Ottoman Empire), w którym prezentują otomany dla przeróżnych klientów.

- Panna Matylda Stempel (oryg. Miss Quackfaster) – kaczka; archiwistka w prywatnej bibliotece Sknerusa, znajdującej się w jego skarbcu. Pilnie strzeże rodzinnych archiwów swojego pracodawcy. Jedna z najdłużej pracujących osób zatrudnionych przez Sknerusa i jedna z niewielu przez niego ceniona. Dorabia jako bibliotekarka w kaczogrodzkiej bibiliotece.

- Kaczor Dziobas (oryg. Fethry Duck) – kaczor; ekscentryczny kuzyn Donalda. Pracuje jako dozorca w tajnym podwodnym laboratorium Sknerusa, później decyduje się zostać naukowcem. Myśli, że Donald ma go za swego ulubionego kuzyna. W rzeczywistości Donald go nie znosi i tak jak Sknerus uważa go za szaleńca i czarną owcę w rodzinie. Nazywa siostrzeńców Donaldziątkami. W młodości był Młodym Skautem i do tej pory korzysta z Poradnika Młodego Skauta. Pojawia się po raz pierwszy w drugim sezonie[13].

- José Carioca – papuga brazylijskiego pochodzenia; przyjaciel Donalda i Panchita ze studiów, kiedy tworzyli zespół muzyczny Trzej Caballeros. Udawał przed nimi, że jest konsultantem światowej agencji podróży, kiedy tak naprawdę jest słabo zarabiającym stewardem. Pojawia się po raz pierwszy w drugim sezonie[13].

- Panchito Pistoles – kogut meksykańskiego pochodzenia; przyjaciel Donalda i José ze studiów, kiedy tworzyli zespół muzyczny Trzej Caballeros. Udawał przed nimi, że jest międzynarodową gwiazdą pop, kiedy tak naprawdę gra wyłącznie na przyjęciach urodzinowych dla dzieci. Marzy o światowej sławie piosenkarskiej. Pojawia się po raz pierwszy w drugim sezonie[13].

- Bubba (oryg. Bubba the Cave Duck) – kaczor; młody jaskiniowiec z czasów prehistorycznych. Pojawia się po raz pierwszy w drugim sezonie[13].

- Djinn – pies arabskiego pochodzenia; wojownik poszukujący należącej do jego rodu lampy dżina będącej w posiadaniu przez Sknerusa. Oparty na Dijonie z oryginalnych Kaczych opowieści. Pojawia się po raz pierwszy w drugim sezonie[13].

- Kaczka Daisy – kaczka; asystentka projektantki mody Emmy Glamour. Miłość Donalda, jako jedna z nielicznych bez problemów rozumie, co on mówi. Pojawia się po raz pierwszy w trzecim sezonie[15].

- Goofy – pies; fotograf mieszkający w Spoonerville[17]. Pojawia się po raz pierwszy w trzecim sezonie[15].

- Brygada RR (oryg. Rescue Rangers) – grupa zmodyfikowanych genetycznie gryzoni, które nabrały ludzkiej inteligencji; pojawiają się po raz pierwszy w trzecim sezonie[15].

- Kit Chmurołap (oryg. Kit Cloudkicker) – niedźwiedź; kaskader z Fortu Suzette (oryg. Cape Suzette). Pojawia się po raz pierwszy w trzecim sezonie[15].

- Molly Cunningham – niedźwiedzica; kaskaderka z Fortu Suzette (oryg. Cape Suzette). Pojawia się po raz pierwszy w trzecim sezonie[15].

### Złoczyńcy
- Granit Forsant / Bajduś Mortadela (oryg. Flintheart Glomgold / Duke Baloney) – kaczor południowoafrykańskiego pochodzenia; właściciel Konsorcjum Forsanta (oryg. Glomgold Industries), drugi na liście najbogatszych kaczorów świata. Arcywróg Sknerusa, który zdobył swoją fortunę na brandingu cudzych pomysłów oraz tworzeniu produktów tak tanio, jak to tylko możliwe. W dzieciństwie zarabiał jako pucybut w RPA i poczuł się urażony uwagami Sknerusa, będącego jego klientem. Od tej pory poświęca życie, by przebić Sknerusa pod każdym względem, m.in. kreując się na bardziej szkockiego od niego. Wyemigrował do Stanów Zjednoczonych w latach 80. XX w. Jest uparty, dwulicowy i nie przyjmuje do siebie krytyki. Pozbawiony skrupułów, nie zawaha się zabić przeciwników czy nawet swych pracowników dla osiągnięcia celu. Skrzętnie ukrywa fakt, że jest Afrykanerem i wmawia opinii publicznej, że jest znacznie starszym niż w rzeczywistości Szkotem. Przez moment pracował u niego Donald, który ostatecznie stanął po stronie swej rodziny.

- Bracia Be (oryg. The Beagle Boys) – rodzina psów-złodziei. Najbardziej znani przestępcy Kaczogrodu, noszą czarne maski i czerwone bluzy z dużymi literami „B”. Ich głównym celem jest włamanie się do skarbca Sknerusa McKwacza. Są dość nieudolni w wykonywaniu przestępstw i łatwo wpadają w kłopoty. Najbardziej aktywna jest trójka braci Be:
  - Bobas Be (oryg. Bigtime Beagle) – lider grupy. Najniższy i najszerszy z całej trójki. Jego plany są często idiotyczne, przez co przestępcy szybko trafiają w ręce policji. Próbuje bezskutecznie zaimponować Mamie Be.
  - Bysior Be (oryg. Bouncer Beagle) – potężny i muskularny Brat Be robiący za „mięśnie” w grupie. Zwykle kwestionuje sens planów Bobasa.
  - Buźka Be (oryg. Burger Beagle) – okropnie chudy, z wąsikiem. Jest bardzo małomówny i zwykle mamrocze.

- Catherine[18] „Mama” Be (oryg. Catherine „Ma” Beagle) – matka braci Be i jednocześnie ich liderka. Najbardziej kompetentna z szajki, wielokrotnie załamuje się z powodu nieudacznictwa swych synów. Jako laski używa łomu. Wnuczka Dziadka Be, założyciela klanu Be i inicjatora konfliktu ze Sknerusem, gdy ten udaremnił kradzież aktu własności Kaczogrodu.

- Mark Dziobs (oryg. Mark Beaks) – żako; założyciel i dyrektor generalny firmy Wafel (oryg. Waddle). Młody miliarder z branży technologicznej, który bardziej troszczy się o swój wizerunek i popularność niż o swój majątek. Zarówno Sknerus, jak i Forsant nie znoszą go, choć czasami Sknerus jest chętny do ubicia interesów z Dziobsem. Także Dziobs wobec rywali biznesowych zachowuje się neutralnie. Największy wróg Robokwaka, którego chciał wykorzystać do własnych korzyści. Syn projektantki mody Emmy Glamour. Jedna z postaci całkowicie stworzona na potrzeby nowych Kaczych opowieści. Parodia Marka Zuckerberga[19].

- Magika De Czar (oryg. Magica De Spell) – kaczka; czarownica biegła we wszystkich rodzajach magii, mająca od lat zatarg z klanem McKwaczy. Popadła w konflikt ze Sknerusem, kiedy przez niego jej brat Edgar zmienił się w pozbawionego świadomości kruka. Magika nie była w stanie odwrócić zaklęcia, wobec czego błagała Sknerusa, by pomógł jej złapać Edgara. Upajający się zwycięstwem Sknerus nie zrobił tego. Od tego czasu Magika chce się zemścić na Sknerusie i jego rodzinie[20]. W wyniku późniejszej bitwy ze Sknerusem na Wezuwiuszu  została uwięziona w jego pierwszej dziesięciocentówce na 15 lat. Przez wieloletnie stosowanie magii ma niebieskozielone upierzenie. Gdy została drugi raz pokonana przez kaczki straciła moc, a jej upierzenie stało się białe. Musiała  później pracować rozdając balony na przyjęciach urodzinowych dla dzieci, przez co chce wypowiedzieć im magiczną wojnę. Jest uznana za najgroźniejszego wroga Sknerusa, nawet gdy nie ma swych mocy. Oprócz tego  próbuje odzyskać swą moc. Główna antagonistka pierwszego sezonu.
  - Edgar (oryg. Poe De Spell) – kaczor, brat-bliźniak Magiki[21], z którą terroryzował pewną wioskę. Podczas konfliktu Magiki ze Sknerusem, jedno z zaklęć odbiło się w stronę Magiki. Jednak, próbując uratować swoją siostrę, Edgar wskoczył na drogę wybuchu, w wyniku czego zamienił się w kruka. Nie pamiętając swojego poprzedniego życia, Edgar odleciał i od tamtej pory go nie widziano[20].
- Kaczuch Kwik (oryg. Doofus Drake) – kaczor; jedno z najbogatszych dzieci w Kaczogrodzie. Fortunę odziedziczył po zmarłej babci, przez co zamienił się w psychopatę, który widzi wszystko i wszystkich jako swą własność, m.in. swoich rodziców uczynił swymi niewolnikami. Jest bardzo czuły na punkcie swej babci.

- Generał Lunaris – kosmita; przywódca mieszkańców ukrytego miasta na Księżycu. Pomaga Delli wydostać się z Księżyca oraz zaprzyjaźnić się z mieszkańcami Księżyca. W rzeczywistości była to uknuta przez niego intryga, by zrobić z niej w oczach jego pobratymców zdrajczynię i mieć pretekst do inwazji na Ziemię. Motywowane jest to tym, że nie chce żyć w strachu jak jego ojciec i spowodować, by to inni bali się jego. Jedna z postaci całkowicie stworzona na potrzeby nowych Kaczych opowieści. Główny antagonista drugiego sezonu.

- Bracia Sęp – rada finansowa Sknerusa, składająca się z trójki sępów. Wspólnie podejmują decyzje o dalszych ruchach biznesowych firm Sknerusa. Są jeszcze bardziej skąpi niż Sknerus, czym zaskarbili sobie jego zaufanie. W rzeczywistości są przewodniczącymi i założycielami organizacji K.R.U.K. (oryg. F.O.W.L.) dążącej do panowania nad światem[22]. Jeden z braci, Bradford pracował wcześniej jako księgowy C.I.C.H.O.S.Z.A., gdzie narzekał na zbytnie wydawanie pieniędzy. Jedne z postaci całkowicie stworzone na potrzeby nowych Kaczych opowieści. Główni antagoniści trzeciego sezonu.

- Czarna Czapla (oryg. The Black Heron) – czapla; chemiczka i współzałożycielka K.R.U.K., największy wróg pani Dziobek podczas jej lat jako szpieg. Przygotowywała przepis na sok z gumijagód według średniowiecznej księgi, w czym przeszkodzili jej pani Dziobek i Sknerus w latach sześćdziesiątych. Wraca ponownie, tym razem mając robotyczną protezę ramienia[23].

- Zeus – kaczor greckiego pochodzenia; król greckich bogów, mieszkający na Itakwace. Nienawidzi Sknerusa, który według niego zabiera mu wyznawców. Nie umie przegrywać i nie widzi powodu, by pomagać śmiertelnikom. Jedna z postaci całkowicie stworzona na potrzeby nowych Kaczych opowieści.
- Don Karnage – wilk rudy nieznanego pochodzenia; szef gangu Powietrznych Piratów (oryg. Air Pirates). Lubi przedstawiać się długo i efektownie oraz ma tendencję do wykonywania numerów muzycznych.

- Negaduck / Mirek Szczupły (oryg. Negaduck / Jim Starling) – kaczor; aktor wcielający się w tytułowego bohatera serialu Przygody Agenta Kupra. Wedle słów Śmigacza  osobiście wykonywał wszystkie sztuczki kaskaderskie na planie serialu. Po anulowaniu serialu staje się zapomnianym aktorem, który cynicznie podchodzi do niewielkiej ilości fanów. Wściekły, że w filmowym reboocie Przygód Agenta Kupra zagra inny aktor – Drake Mallard, zamierza pozbyć się konkurenta i samemu przyjąć rolę. Na planie filmowym walczy w kostiumie Agenta Kupra z Drakiem Mallardem, co kończy się eksplozją, w której prawdopodobnie ginie. Jednak wychodzi cało z wypadku, który zmienił barwy jego kostiumu i spowodował utratę zmysłów. Myśląc, że Drake Mallard był intrygantem chcącym go upokorzyć, przysięga mu zemstę.

- John Kwakerfeller (oryg. John D. Rockerduck) – kaczor; bogaty dorobkiewicz z czasów Dzikiego Zachodu. Odwiedzał małe miasteczka, zaskarbiając zaufanie mieszkańców obietnicami inwestycyjnymi, by potem niepostrzeżenie je ograbić z najcenniejszych rzeczy i porzucić je, zamieniając je w miasta widma[24]. Snobistyczny, próżny i traktujący wszystkich z góry. Spotkał Sknerusa i Złotkę, wówczas jeszcze jako poszukiwaczy złota. W przyszłości w Kaczogrodzie zostają założone włości nazwane od jego imienia[25]. Dożył do czasów współczesnych dzięki zainwestowaniu milionów dolarów na eksperymentalną technologię kriogeniczną, aby utrzymać się przy życiu, jednak szybko się postarzał po wyjściu ze stazy. Odzyskał dawną młodość po wypiciu wody ze źródła młodości[26]. W czasach współczesnych staje się agentem K.R.U.K[27]. Pojawia się po raz pierwszy w drugim sezonie[13].
  - Jeeves – pies; ochroniarz Kwakerfellera. Jest potężnego wzrostu i ma metalowe zęby. W czasach współczesnych powraca jako cyborg. Pojawia się po raz pierwszy w drugim sezonie[27].

- Gąsia Skrzek (oryg. Gandra Dee) – gęś; agentka K.R.U.K. Punk rockowa naukowczyni, która początkowo pracowała dla Marka Dziobsa celem infiltracji laboratorium Diodaka. Hydrant był w niej zakochany do momentu, gdy okazało się, że pracuje dla Dziobsa. Mimo to nie wydaje się zła i jest w dobrych relacjach z Hydrantem. Pojawia się po raz pierwszy w drugim sezonie[27].

- Fantomen (oryg. The Phantom Blot) – agent K.R.U.K., tajemnicza postać ubrana w czarną szatę. Jeden z dwóch największych wrogów Magiki De Czar. Nienawidzi magii z całego serca i pragnie wytępić wszystkie jej przejawy ze świata, po tym jak Magika De Czar zniszczyła jego rodzinną wioskę[28]. Działa pod przykryciem jako maskotka w Hali Grala (oryg. Funso’s Fun Zone)[27].

- Stalowy Dziób (oryg. Steelbeak) – kogut; agent K.R.U.K. Dystyngowany złoczyńca-dżentelmen ubrany w biały garnitur. Imię pochodzi od jego metalowego dzioba. Pojawia się po raz pierwszy na przełomie drugiego i trzeciego sezonu[27].

- Byk Bulba (oryg. Taurus Bulba) – byk; naukowiec pracujący dla Sknerusa, będący w rzeczywistości agentem K.R.U.K. Pojawia się po raz pierwszy w trzecim sezonie[15].

## Obsada głosowa
- David Tennant – Sknerus McKwacz
- Danny Pudi – Hieronim „Hyzio” Kaczor
- Ben Schwartz – Dionizy „Dyzio” Kaczor
- Bobby Moynihan –
  - Zygmunt „Zyzio” Kaczor,
  - różne role
- Kate Micucci –
  - Tasia Van Der Kwak,
  - różne role
- Tony Anselmo – Kaczor Donald
- Beck Bennett –
  - Śmigacz McKwak,
  - różne role
- Toks Olagundoye –
  - Bentina Dziobek,
  - różne role
- Jim Rash – Kurak Diodak
- Lin-Manuel Miranda – Hydrant Cyfron Pisanko-Cabrera / Robokwak
- Paget Brewster – Della Kaczka
- Keith Ferguson –
  - Granit Forsant / Bajduś Mortadela,
  - Johnny z Imperium Otomańskiego,
  - Randy z Imperium Otomańskiego,
  - różne role
- Eric Bauza –
  - Bracia Be,
  - różne role
- Margo Martindale – Catherine „Mama” Be
- Josh Brener – Mark Dziobs
- Kimiko Glenn – Lena
- Catherine Tate – Magika De Czar
- Libe Barer – Wiola Koliber
- David Kaye –
  - Cezar,
  - różne role
- Kari Wahlgren –
  - Roksana Pierzyna,
  - różne role
- Selenis Leyva – oficer Cabrera
- Allison Janney – Złotka O’Gilt
- Chris Diamantopoulos –
  - Ćwierkules,
  - Agent Kuper / Drake Mallard
  - różne role
- Natasha Rothwell – Rysia Sówka
- Paul F. Tompkins – Goguś Kwabotyn
- Tom Kenny – Kaczor Dziobas
- Susan Blakeslee –
  - panna Matylda Stempel,
  - różne role
- Jim Cummings –
  - Negaduck / Mirek Szczupły,
  - różne role
- Marc Evan Jackson –
  - Bradford Sęp,
  - Bentley Sęp,
  - Buford Sęp

## Wersja polska
Wersja polska: SDI Media

Reżyseria: Marek Robaczewski

Dialogi: 
- Renata Wojnarowska (odc. 1-23, 30-52),
- Agnieszka Farkowska (odc. 24-29)

Adiustacja: Dariusz Kosmowski

Kierownictwo muzyczne:
- Agnieszka Tomicka (czołówka),
- Piotr Zygo (odc. 20),
- Anna Serafińska (odc. 27, 29-30, 45-52)

Tekst piosenki: Filip Łobodziński

Nagranie dialogów: Łukasz Fober

Nagranie piosenki: Mikołaj Urbański

Kierownictwo produkcji: Katarzyna Kaszuba

Udział wzięli:
- Marek Robaczewski – Sknerus McKwacz
- Sebastian Machalski – Hieronim „Hyzio” Kaczor
- Mateusz Weber – Dionizy „Dyzio” Kaczor
- Maksymilian Michasiów – Zygmunt „Zyzio” Kaczor
- Magdalena Krylik – Tasia Van Der Kwak
- Jarosław Boberek – 
  - Kaczor Donald,
  - Kłapdziób (odc. 37)
- Bartosz Martyna – Śmigacz McKwak
- Joanna Węgrzynowska-Cybińska – Bentina Dziobek
- Kamil Pruban –
  - Kurak Diodak,
  - Buźka Be (sezon I)
- Krzysztof Szczepaniak –
  - Robokwak / Hydrant Cyfron Pisanko-Cabrera,
  - jeden z Młodych Skautów (odc. 16)
- Julia Kołakowska-Bytner – Della Kaczka
- Tomasz Steciuk –
  - Granit Forsant / Bajduś Mortadela,
  - Brat Be Longboardzista (odc. 4)
- Krzysztof Cybiński –
  - Catherine „Mama” Be,
  - Krzepki Jack (odc. 20),
  - Brudny But (odc. 20),
  - pasażer (odc. 32)
- Maciej Więckowski – 
  - Bobas Be (sezon I, oprócz odc. 18),
  - Johnny z Imperium Otomańskiego (odc. 32, 46),
  - Gibbous (odc. 40),
  - Mark Dziobs (odc. 41, 52),
  - Kaczor Dziobas (odc. 47)
- Krzysztof Rogucki –
  - Buźka Be (sezon II),
  - pirat #5 (odc. 44),
  - kowboj (odc. 44),
  - Gral (odc. 45)
- Mikołaj Klimek –
  - Bysior Be (sezony I-II),
  - Kapitan Haker (odc. 1),
  - Toth-Ra (odc. 8),
  - potwór Charybdis (odc. 10, 31),
  - rybak (odc. 31),
  - burmistrz (odc. 32),
  - Mistyczna Koza (odc. 35),
  - Demonworth (odc. 45),
  - Bombie (odc. 46),
  - Gavin (odc. 46)
- Szymon Roszak –
  - Mark Dziobs (oprócz odc. 41, 52),
  - konferansjer (odc. 6),
  - jeden z Młodych Skautów (odc. 16),
  - Bobas Be (odc. 18),
  - Jeeves (odc. 32),
  - Gibbous (odc. 35-36),
  - pirat #1 (odc. 44)
- Barbara Garstka –
  - Lena,
  - Roksana Pierzyna
- Monika Pikuła –
  - Magika De Czar (oprócz odc. 5),
  - Czarna Czapla (odc. 17),
  - Kulawa Meg (dialogi) (odc. 20)
- Wojciech Paszkowski – 
  - Cezar,
  - Negaduck / Mirek Szczupły (odc. 36),
  - reporter #2 (odc. 38),
  - Benjamin Frankloon (odc. 44)
- Anna Szymańczyk –
  - oficer Cabrera,
  - Selene (odc. 10, 31),
  - pani Jeden (odc. 28),
  - Zenith (odc. 34-35, 40)
- Katarzyna Kozak – Złotka O’Gilt
- Grzegorz Kwiecień –
  - Ćwierkules,
  - B.O.D.E.K. (odc. 11),
  - ojciec Kaczucha (odc. 31),
  - Pan Zet (odc. 46)
- Paulina Komenda –
  - Rysia Sówka,
  - Penumbra (odc. 40),
  - Wiola Koliber (odc. 47)
- Michał Podsiadło –
  - Goguś Kwabotyn,
  - Johnny z Imperium Otomańskiego (odc. 3, 17),
  - Randy z Imperium Otomańskiego (odc. 3, 17, 46),
  - różowy Terra-firmian (odc. 5),
  - Usher (odc. 7),
  - Bulby (odc. 18),
  - Gral (odc. 28),
  - profesor Rhutt Betlah (odc. 29),
  - Duch obecnych Świąt (odc. 29),
  - generał Lunaris (odc. 30, 34-35, 47),
  - Kaczuch Kwik (odc. 41)
- Mateusz Kmiecik –
  - Kaczor Dziobas (odc. 25),
  - John Kwakerfeller (odc. 32),
  - Zeus (odc. 34)

oraz:
- Janusz Wituch –
  - Bradford Sęp,
  - Bentley Sęp,
  - jeden z piratów (odc. 20),
  - Dżentelmeni Be z Szóstej Dzielnicy (odc. 4),
  - Fergus McKwacz (odc. 21)
- Agnieszka Fajlhauer –
  - panna Matylda Stempel,
  - opiekunka (odc. 1a),
  - Gabby McNikczemson (odc. 1b),
  - Palus (odc. 35, 40, 47),
  - mama Kaczucha (odc. 41),
  - listonoszka (odc. 43)
- Maksymilian Bogumił – GPS (odc. 1a)
- Jakub Szydłowski –
  - piosenkarz szant (odc. 1b),
  - Ropuch Liu Hai (odc. 6),
  - Brzydki Troll (odc. 20)
- Artur Kaczmarski –
  - kierownik (odc. 2),
  - licytator (odc. 7)
- Ewa Prus –
  - Magika de Czar (odc. 5),
  - Amunet (odc. 8)
- Przemysław Glapiński –
  - Czerwony Terra-firmian (odc. 5),
  - krawiec (odc. 6),
  - Sokół Ponurak (odc. 7),
  - Sabaf (odc. 8)
- Krzysztof Szczerbiński – sprzedawca sprzętu (odc. 9)
- Paweł Ciołkosz –
  - Zeus (odc. 10, 47),
  - Negaduck / Mirek Szczupły (odc. 11, 39),
  - figurka POP! Agenta Kupra (odc. 11, 23),
  - pirat stażysta (odc. 20)
- Marta Dobecka –
  - klacz wodna Brita (odc. 12),
  - jedna z Młodych Skautek (odc. 16)
- Marta Dylewska –
  - klacz wodna Brena (odc. 12),
  - mama Kaczucha (odc. 16)
- Sławomir Grzymkowski –
  - kostium (odc. 11),
  - Nik Nokturne (odc. 13),
  - ojciec Kaczucha (odc. 16),
- Sebastian Perdek – Kaczuch Kwik (odc. 16, 31)
- Andrzej Chudy –
  - Ludwig von Drake (odc. 17, 36),
  - reporter #3 (odc. 38),

- Damian Kulec –
  - Don Karnage (dialogi) (odc. 20),
  - Tenderfeet (odc. 19),
  - José Carioca (odc. 27, 52),
  - Duch dawnych Świąt (odc. 29),
  - M.O.D. (odc. 42),
  - Kaczor Donald w Kaczej Paczce (odc. 49)
- Daniel Wojsa – Don Karnage (śpiew) (odc. 20)
- Monika Węgiel –
  - Kulawa Meg (śpiew) (odc. 20),
  - papuga (odc. 19)
- Klementyna Umer –
  - Ślepa Linda (dialogi) (odc. 20),
  - Kaczencja McKwacz (odc. 21)
- Katarzyna Owczarz –
  - Chyża Halina (odc. 20),
  - Ślepa Linda (śpiew) (odc. 20)
- Robert Tondera –
  - pan Rybak (odc. 26),
  - Dziadek Be (odc. 29),
  - Wendigo (odc. 29)
- Sergio Pinilla Vásquez – Panchito Pistoles (odc. 27, 52)
- Beata Jankowska-Tzimas – mały Donald (odc. 29)
- Julia Łukowiak –
  - porucznik Penumbra (odc. 30, 34-35, 46-47)
  - Selene (odc. 47)
- Aleksandra Batko – Wiola Koliber (odc. 37, 42)
- Aleksandar Milićević –
  - D’jinn (odc. 31, 47),
  - szeryf Marshall Cabrera (odc. 32),
- Magdalena Herman-Urbańska –
  - Gąsia Skrzek (odc. 38),
  - Aletheia (odc. 51),
  - Gabby McNikczemson (odc. 52)
- Waldemar Barwiński – Agent Kuper / Drake Mallard (odc. 39)
- Karol Wróblewski –
  - Alistair Czaplin (odc. 39),
  - Benedykt Badminton IV (odc. 41)
- Paweł Szczesny – Jones (odc. 40)
- Mateusz Kwiecień – 
  - jeden z braci Be (odc. 43, 45),
  - pirat #3 (odc. 44),
  - KO-87 (odc. 45),
  - król Prawdus (odc. 51)
- Tomasz Olejnik –
  - jeden z braci Be (odc. 43, 45),
  - pirat #2 (odc. 44),
  - Don Karnage (odc. 45)

- Krzysztof Tyniec – Goofy (odc. 49)
- Jan Staszczyk – Dżin (odc. 49)
- Piotr Bąk –
  - Poradnik Młodego Skauta (odc. 48),
  - Cezar (odc. 52)
- Bożena Furczyk –
  - Gąsia Skrzek (odc. 48),
  - Czerwone Pióro (odc. 50),
  - strażniczka (odc. 52)
- Gabriela Całun – Czarna Czapla (odc. 48, 50)
- Szymon Mysłakowski –
  - Stalowy Dziób (odc. 50),
  - Sokół Ponurak (odc. 52)
- Karol Osentowski –
  - Jajogłowy #3 (odc. 50),
  - pracownik Hali Grala (odc. 50),
  - Vero (odc. 51)
- Elżbieta Jędrzejewska – Daisy Kaczka (odc. 52)
- Izabella Bukowska – Emma Glamour (odc. 52)
- Jakub Szyperski – śpiew Donalda w wyobrażeniach Daisy (odc. 52)
- Patryk Czerniejewski
- Sebastian Dudała
- Karolina Gibowska
- Krzysztof Grabowski
- Aleksander Sosiński
- Paulina Szostak
- Wojciech Chorąży
- Katarzyna Łaska
- Piotr Tołoczko
- Anna Wodzyńska

i inni
Wykonanie czołówki:
- Jakub Jurzyk i Olga Szomańska (oprócz odc. 29, 45)
- Piotr Gogol i Anna Serafińska (odc. 29)
- Tomasz Steciuk (odc. 45)

Wykonanie piosenek:
- Odcinek 20 – Daniel Wojsa, Mateusz Weber, Jakub Szydłowski, Krzysztof Cybiński, Katarzyna Owczarz, Paweł Ciołkosz, Monika Węgiel
- Odcinek 23 – Bartosz Martyna
- Odcinek 25 – Mateusz Kmiecik
- Odcinek 26 – Robert Tondera
- Odcinek 27 – Jarosław Boberek, Damian Kulec, Sergio Pinilla Vásquez
- Odcinek 29 – Damian Kulec, Beata Jankowska-Tzimas, Bartosz Martyna, Jarosław Boberek, Magdalena Krylik, Mateusz Weber, Sebastian Machalski, Maksymilian Michasiów, Joanna Węgrzynowska
- Tyłówka odcinka 29 – Piotr Gogol
- Odcinek 30 – Julia Kołakowska
- Odcinek 43 – Mateusz Weber
- Odcinek 47 – Julia Kołakowska, Maksymilian Michasiów
- Odcinek 49 – Jakub Szyperski, Sergio Pinilla Vásquez

Lektor: Artur Kaczmarski

### Zwiastun serialu
Wersja polska: SDI Media

Reżyseria: Wojciech Paszkowski

Dialogi: Agnieszka Farkowska

Udział wzięli:
- Marek Robaczewski – Sknerus McKwacz
- Sebastian Machalski – Hieronim „Hyzio” Kaczor
- Mateusz Weber – Dionizy „Dyzio” Kaczor
- Maksymilian Michasiów – Zygmunt „Zyzio” Kaczor
- Magdalena Krylik – Tasia Van Der Kwak
- Jarosław Boberek – Kaczor Donald
- Bartosz Martyna – Śmigacz McKwak
- Wojciech Paszkowski – GPS

## Spis odcinków
| Nr.                        | Oryginalna premiera | Polska premiera | Polski tytuł                                                      | Oryginalny tytuł                                                 |
| -------------------------- | ------------------- | --------------- | ----------------------------------------------------------------- | ---------------------------------------------------------------- |
|                            |                     |                 |                                                                   |                                                                  |
| SEZON PIERWSZY (2017-2018) |                     |                 |                                                                   |                                                                  |
|                            |                     |                 |                                                                   |                                                                  |
| 01                         | 12.08.2017          | 30.03.2018      | Łuu-u!                                                            | Woo-oo!                                                          |
| 01                         | 12.08.2017          | 30.03.2018      | Ucieczka do/z Atlantydy                                           | Escape to/from Atlantis!                                         |
|                            |                     |                 |                                                                   |                                                                  |
| 02                         | 23.09.2017          | 09.04.2018      | Wycieczka Zagłady!                                                | Daytrip of Doom!                                                 |
|                            |                     |                 |                                                                   |                                                                  |
| 03                         | 23.09.2017          | 10.04.2018      | Operacja „Dziesięciocentówka”!                                    | The Great Dime Chase!                                            |
|                            |                     |                 |                                                                   |                                                                  |
| 04                         | 30.09.2017          | 11.04.2018      | Urodzinowa masakra klanu Be!                                      | The Beagle Birthday Massacre!                                    |
|                            |                     |                 |                                                                   |                                                                  |
| 05                         | 07.10.2017          | 12.04.2018      | Terra-firmianie: W kleszczach lęku!                               | The Tunnel of Terra-firmians!                                    |
|                            |                     |                 |                                                                   |                                                                  |
| 06                         | 14.10.2017          | 13.04.2018      | Wesołe przypadki Gogusia Szczęściarza!                            | The House of the Lucky Gander!                                   |
|                            |                     |                 |                                                                   |                                                                  |
| 07                         | 21.10.2017          | 16.04.2018      | Straszny staż u Marka Dziobsa!                                    | The Infernal Internship of Mark Beaks!                           |
|                            |                     |                 |                                                                   |                                                                  |
| 08                         | 28.10.2017          | 17.04.2018      | Żywe mumie Totha-Ra!                                              | The Living Mummies of Toth-Ra!                                   |
|                            |                     |                 |                                                                   |                                                                  |
| 09                         | 02.12.2017          | 18.04.2018      | Wielka wyprawa na szczyt Mount Nieverrest!                        | The Impossible Summit of Mt. Neverrest!                          |
|                            |                     |                 |                                                                   |                                                                  |
| 10                         | 05.05.2018          | 06.05.2018      | Włócznia Selene!                                                  | The Spear of Selene!                                             |
|                            |                     |                 |                                                                   |                                                                  |
| 11                         | 11.05.2018          | 12.05.2018      | Uwaga B.O.D.E.K.!                                                 | Beware the B.U.D.D.Y. System!                                    |
|                            |                     |                 |                                                                   |                                                                  |
| 12                         | 18.05.2018          | 19.05.2018      | Brakujące ogniwa z Moorshire!                                     | The Missing Links of Moorshire!                                  |
|                            |                     |                 |                                                                   |                                                                  |
| 13                         | 25.05.2018          | 26.05.2018      | McŚledztwo u McKwacza!                                            | McMystery at McDuck McManor!                                     |
|                            |                     |                 |                                                                   |                                                                  |
| 14                         | 16.06.2018          | 11.09.2018      | $zczęki!                                                          | JAW$!                                                            |
|                            |                     |                 |                                                                   |                                                                  |
| 15                         | 23.06.2018          | 10.09.2018      | Złota Laguna w Dolinie Białej Śmierci!                            | The Golden Lagoon of White Agony Plains!                         |
|                            |                     |                 |                                                                   |                                                                  |
| 16                         | 30.06.2018          | 12.09.2018      | Dzień Jedynaka!                                                   | Day of the Only Child!                                           |
|                            |                     |                 |                                                                   |                                                                  |
| 17                         | 07.07.2018          | 13.09.2018      | Z tajnych akt Agentki 22!                                         | From the Confidential Casefiles of Agent 22!                     |
|                            |                     |                 |                                                                   |                                                                  |
| 18                         | 14.07.2018          | 20.09.2018      | Kim jest Robokwak?!                                               | Who is Gizmoduck?!                                               |
|                            |                     |                 |                                                                   |                                                                  |
| 19                         | 21.07.2018          | 14.09.2018      | Drugi skarbiec Sknerusa McKwacza!                                 | The Other Bin of Scrooge McDuck!                                 |
|                            |                     |                 |                                                                   |                                                                  |
| 20                         | 28.07.2018          | 17.09.2018      | Powietrzni Piraci… w akcji!                                       | Sky Pirates... in the Sky!                                       |
|                            |                     |                 |                                                                   |                                                                  |
| 21                         | 04.08.2018          | 18.09.2018      | Tajemnice zamku McKwaczów!                                        | The Secret(s) of Castle McDuck!                                  |
|                            |                     |                 |                                                                   |                                                                  |
| 22                         | 22.08.2018          | 19.09.2018      | Ostatni dzwon Słonecznej Strzały!                                 | The Last Crash of the Sunchaser!                                 |
|                            |                     |                 |                                                                   |                                                                  |
| 23                         | 18.08.2018          | 21.09.2018      | Wojna cieni! (Część 1: Noc czarów!)                               | The Shadow War! Part 1: The Night of De Spell!                   |
| 23                         | 18.08.2018          | 21.09.2018      | Wojna cieni! (Część 2: Dzień kaczek!)                             | The Shadow War! Part 2: The Day of the Ducks!                    |
|                            |                     |                 |                                                                   |                                                                  |
| SEZON DRUGI (2018-2019)    |                     |                 |                                                                   |                                                                  |
|                            |                     |                 |                                                                   |                                                                  |
| 24                         | 20.10.2018          | 08.04.2019      | Przerażający wieczór… gier!                                       | The Most Dangerous Game… Night!                                  |
|                            |                     |                 |                                                                   |                                                                  |
| 25                         | 27.10.2018          | 09.04.2019      | Głęboki kuzyn Dziobas!                                            | The Depths of Cousin Fethry!                                     |
|                            |                     |                 |                                                                   |                                                                  |
| 26                         | 03.11.2018          | 10.04.2019      | Ballada o Bajdusiu Mortadeli!                                     | The Ballad of Duke Baloney!                                      |
|                            |                     |                 |                                                                   |                                                                  |
| 27                         | 10.11.2018          | 11.04.2019      | Tam, gdzie życzliwość kwitnie!                                    | The Town Where Everyone Was Nice!                                |
|                            |                     |                 |                                                                   |                                                                  |
| 28                         | 17.11.2018          | 12.04.2019      | Ćwierkules w Kaczogrodzie!                                        | Storkules in Duckburg!                                           |
|                            |                     |                 |                                                                   |                                                                  |
| 29                         | 01.12.2018          | 08.11.2019      | W duchu dawnych Świąt!                                            | Last Christmas!                                                  |
|                            |                     |                 |                                                                   |                                                                  |
| 30                         | 09.03.2019          | 03.06.2019      | Co się zdarzyło Delli Kaczce?!                                    | Whatever Happened to Della Duck?!                                |
|                            |                     |                 |                                                                   |                                                                  |
| 31                         | 07.05.2019          | 04.06.2019      | Poszukiwacze odnalezionej lampy!                                  | Treasure of the Found Lamp!                                      |
|                            |                     |                 |                                                                   |                                                                  |
| 32                         | 08.05.2019          | 05.06.2019      | Sknerus McKwacz wyjęty spod prawa!                                | The Outlaw Scrooge McDuck!                                       |
|                            |                     |                 |                                                                   |                                                                  |
| 33                         | 09.05.2019          | 06.06.2019      | Obsesja Sknerusa McKwacza                                         | The 87 Cent Solution!                                            |
|                            |                     |                 |                                                                   |                                                                  |
| 34                         | 10.05.2019          | 09.09.2019      | Złota Włócznia!                                                   | The Golden Spear!                                                |
|                            |                     |                 |                                                                   |                                                                  |
| 35                         | 13.05.2019          | 10.09.2019      | Nic nie powstrzyma Delli Kaczki!                                  | Nothing Can Stop Della Duck!                                     |
|                            |                     |                 |                                                                   |                                                                  |
| 36                         | 14.05.2019          | 11.09.2019      | Poszukiwacze Zaginionego Skarbca!                                 | Raiders of the Doomsday Vault!                                   |
|                            |                     |                 |                                                                   |                                                                  |
| 37                         | 15.05.2019          | 07.06.2019      | Przyjaźń nie znosi magii!                                         | Friendship Hates Magic!                                          |
|                            |                     |                 |                                                                   |                                                                  |
| 38                         | 16.05.2019          | 12.09.2019      | Niebezpieczna chemia z Gąsią Skrzek!                              | The Dangerous Chemistry of Gandra Dee!                           |
|                            |                     |                 |                                                                   |                                                                  |
| 39                         | 17.05.2019          | 13.09.2019      | Kaczy rycerz – Powrót!                                            | The Duck Knight Returns!                                         |
|                            |                     |                 |                                                                   |                                                                  |
| 40                         | 03.09.2019          | 04.11.2019      | Co się zdarzyło Kaczorowi Donaldowi?!                             | What Ever Happened to Donald Duck?!                              |
|                            |                     |                 |                                                                   |                                                                  |
| 41                         | 04.09.2019          | 05.11.2019      | Urodziny Kaczucha Kwika!                                          | Happy Birthday, Doofus Drake!                                    |
|                            |                     |                 |                                                                   |                                                                  |
| 42                         | 05.09.2019          | 06.11.2019      | Koszmar ze Wzgórza Piratów Drogowych!                             | A Nightmare on Killmotor Hill!                                   |
|                            |                     |                 |                                                                   |                                                                  |
| 43                         | 06.09.2019          | 07.11.2019      | Złota Zbrojownia Korneliusza Kwaczaka!                            | The Golden Armory of Cornelius Coot!                             |
|                            |                     |                 |                                                                   |                                                                  |
| 44                         | 09.09.2019          | 16.03.2020      | Tajfun Czasu!                                                     | Timephoon!                                                       |
|                            |                     |                 |                                                                   |                                                                  |
| 45                         | 10.09.2019          | 17.03.2020      | Forsantowe opowieści!                                             | GlomTales!                                                       |
|                            |                     |                 |                                                                   |                                                                  |
| 46                         | 11.09.2019          | 18.03.2020      | Najbogatszy kaczor na świecie!                                    | The Richest Duck in the World!                                   |
|                            |                     |                 |                                                                   |                                                                  |
| 47                         | 12.09.2019          | 19.03.2020      | Księżycowa inwazja!                                               | Moonvasion!                                                      |
| 47                         | 12.09.2019          | 20.03.2020      | Księżycowa inwazja!                                               | Moonvasion!                                                      |
|                            |                     |                 |                                                                   |                                                                  |
| SEZON TRZECI (2020-2021)   |                     |                 |                                                                   |                                                                  |
|                            |                     |                 |                                                                   |                                                                  |
| 48                         | 04.04.2020          | 28.09.2020      | Wielkie wyzwanie Młodego Skauta!                                  | Challenge of the Senior Junior Woodchucks!                       |
|                            |                     |                 |                                                                   |                                                                  |
| 49                         | 04.04.2020          | 29.09.2020      | Kacza paczka!                                                     | Quack Pack!                                                      |
|                            |                     |                 |                                                                   |                                                                  |
| 50                         | 11.04.2020          | 30.09.2020      | Zero Zero Kwak rozbija się tylko dwa razy!                        | Double-O-Duck in You Only Crash Twice!                           |
|                            |                     |                 |                                                                   |                                                                  |
| 51                         | 18.04.2020          | 01.10.2020      | Zaginiona harfa Mervany!                                          | The Lost Harp of Mervana!                                        |
|                            |                     |                 |                                                                   |                                                                  |
| 52                         | 25.04.2020          | 02.10.2020      | Jedenastka Zyzia!                                                 | Louie’s Eleven!                                                  |
|                            |                     |                 |                                                                   |                                                                  |
| 53                         | 02.05.2020          | 16.11.2020      | Astro M.O.D.!                                                     | Astro B.O.Y.D.!                                                  |
|                            |                     |                 |                                                                   |                                                                  |
| 54                         | 09.05.2020          | 17.11.2020      | Bitwa o Ragnarok!                                                 | The Rumble for Ragnarok!                                         |
|                            |                     |                 |                                                                   |                                                                  |
| 55                         | 22.09.2020          | 18.11.2020      | Duch i czarodziejka!                                              | The Phantom and the Sorceress!                                   |
|                            |                     |                 |                                                                   |                                                                  |
| 56                         | 29.09.2020          | 20.11.2020      | Ktoś tu spadł z Księżyca!                                         | They Put a Moonlander on the Earth!                              |
|                            |                     |                 |                                                                   |                                                                  |
| 57                         | 05.10.2020          | 19.11.2020      | Psikus albo nie psikus!                                           | The Trickening!                                                  |
|                            |                     |                 |                                                                   |                                                                  |
| 58                         | 12.10.2020          | 22.03.2021      | Zakazana fontanna z bagien wieczności!                            | The Forbidden Fountain of the Foreverglades!                     |
|                            |                     |                 |                                                                   |                                                                  |
| 59                         | 19.10.2021          | 23.03.2021      | Oj powieje grozą! (Część 1: Strażnik Saint Canar!)                | Let's Get Dangerous! Part 1: St. Canardian Guardian!             |
| 59                         | 19.10.2021          | 24.03.2021      | Oj powieje grozą! (Część 2: Rzeczywistość rozszczepiona!)         | Let's Get Dangerous! Part 2: A Case of Mistaken Reality!         |
|                            |                     |                 |                                                                   |                                                                  |
| 60                         | 09.11.2020          | 25.03.2021      | Ucieczka z NiewydoSkarbca!                                        | Escape from the ImpossiBin!                                      |
|                            |                     |                 |                                                                   |                                                                  |
| 61                         | 02.11.2020          | 26.03.2021      | Podzielony miecz Łabędziantyna!                                   | The Split Sword of the Swanstantineǃ                             |
|                            |                     |                 |                                                                   |                                                                  |
| 62                         | 09.11.2020          | 29.03.2021      | Casting na Zeusa!                                                 | New Gods on the Blockǃ                                           |
|                            |                     |                 |                                                                   |                                                                  |
| 63                         | 16.11.2020          | 30.03.2021      | Pierwsza przygoda!                                                | The First Adventureǃ                                             |
|                            |                     |                 |                                                                   |                                                                  |
| 64                         | 23.11.2020          | 31.03.2021      | Bitwa o Zamek McKwaczów                                           | The Fight for Castle Mcduckǃ                                     |
|                            |                     |                 |                                                                   |                                                                  |
| 65                         | 30.11.2020          | 06.01.2021      | Jak Mikołaj ukradł święta                                         | How Santa Stole Christmasǃ                                       |
|                            |                     |                 |                                                                   |                                                                  |
| 66                         | 22.02.2021          | 01.04.2021      | Z dużej chmury mały Dziobs!                                       | Beaks in the Shell!                                              |
|                            |                     |                 |                                                                   |                                                                  |
| 67                         | 01.03.2021          | 07.06.2021      | Zaginiony ładunek Kita Chmurołapa                                 | The Lost Cargo of Kit Cloudkicker!                               |
|                            |                     |                 |                                                                   |                                                                  |
| 68                         | 08.03.2021          | 08.06.2021      | Życie i występki Sknerusa McKwacza                                | The Life and Crimes of Scrooge McDuck!                           |
|                            |                     |                 |                                                                   |                                                                  |
| 69                         | 15.03.2021          | 09.06.2021      | Ostatnia przygoda – część I: Opowieść o trzech Tasiach            | The Last Adventure!: Part I: A Tale of Three Webbys!             |
| 69                         | 15.03.2021          | 10.06.2021      | Ostatnia przygoda – część II: Zaginiona biblioteka Izabelli Finch | The Last Adventure! Part II: The Lost Library of Isabella Finch! |
| 69                         | 15.03.2021          | 10.06.2021      | Ostatnia przygoda – część III: Koniec opowieści                   | The Last Adventure! Part III: Tale’s End                         |
|                            |                     |                 |                                                                   |                                                                  |

## Shorty
Na kanale Youtube’owym opublikowano Shorty serialu.
| Nr.                | Polski tytuł                         | Oryginalny tytuł                            |
| ------------------ | ------------------------------------ | ------------------------------------------- |
|                    |                                      |                                             |
| Kaczogród wita!    |                                      |                                             |
|                    |                                      |                                             |
| 1                  | Urodziny Donalda                     | Donald’s Birthday                           |
| 2                  | Hyzio                                | Huey                                        |
| 3                  | Sknerus McKwacz                      | Scrooge                                     |
| 4                  | Śmigacz McKwak                       | Launchpad                                   |
| 5                  | Tasia                                | Webby                                       |
| 6                  | Pani Dziobek                         | Beakley                                     |
|                    |                                      |                                             |
| Najdłuższy świat!  |                                      |                                             |
|                    |                                      |                                             |
| 1                  | Najdłuższy świat!                    | The World’s Longest Tale!                   |
| 2                  | Najdłuższy świat!                    | The World’s Longest Tale!                   |
| 3                  | Najdłuższy świat!                    | The World’s Longest Tale!                   |
| 4                  | Najdłuższy świat!                    | The World’s Longest Tale!                   |
| 5                  | Najdłuższy świat!                    | The World’s Longest Tale!                   |
|                    |                                      |                                             |
| Dyziowa Dyzio-Noc! |                                      |                                             |
|                    |                                      |                                             |
| 1                  | Zastępca                             | The Sidetick                                |
| 2                  | Biznes                               | The Interview                               |
| 3                  | Będzie Kraksa?!                      | Will it Crash?!                             |
| 4                  | Spanie                               | Bedtime                                     |
|                    |                                      |                                             |
| Tasia reaguje!     |                                      |                                             |
|                    |                                      |                                             |
| 1                  | Tasia reaguje do: Andi Mack (cz. 1)  | Webby Reacts To: Andi Mack – „Bex’s Secret” |
| 2                  | Tasia reaguje do: Andi Mack (cz. 2)  | Webby Reacts To: Andi Mack „Ummm”           |
| 3                  | Tasia reaguje do: ZOMBI!             | Webby Reacts To: ZOMBIES                    |
| 4                  | Tasia reaguje do: Rodzinka od środka | Webby Reacts To: Stuck in the Middle        |
| 5                  | Tasia reaguje do: Raven na chacie    | Webby Reacts To: Raven’s Home               |
| 6                  | Tasia reaguje do: Następcy           | Webby reacts to: Descendants                |
| 7                  | Tasia reaguje do: Następcy 2         | Webby Reacts To: Descendants 2              |
| 8                  | Tasia reaguje do: Następcy 3         | Webby Reacts To: Descendants 3              |
|                    |                                      |                                             |
| KaczeZabawy!       |                                      |                                             |
|                    |                                      |                                             |
| 1                  | Początek                             | Start                                       |
| 2                  | Podwórko                             | Garden                                      |
| 3                  | Finał                                | Final Episode                               |

## Seria komiksowa
Wraz z premierą nowej wersji Kaczych opowieści, amerykańskie wydawnictwo IDW wspólnie z Disneyem rozpoczęło wydawanie serii komiksów z bohaterami serialu. W przeciwieństwie do komiksów pojawiających się w czasopismach Kaczor Donald i Komiks Gigant, seria wydawnictwa IDW posługuje się tą samą wersją graficzną postaci i otoczenia stworzoną na potrzeby rebootu Kaczych opowieści.
| N/o | Światowa premiera | Polska premiera                              | Polski tytuł                  | Angielski tytuł                          |
| --- | ----------------- | -------------------------------------------- | ----------------------------- | ---------------------------------------- |
|     |                   |                                              |                               |                                          |
| 00  | 19.07.2017        |                                              |                               | Big Trouble at Little Lake!              |
| 00  | 19.07.2017        | The Repeating Revenge of the Screaming Duck! |                               |                                          |
|     |                   |                                              |                               |                                          |
| 01  | 27.09.2017        |                                              |                               | The Chilling Secret of the Lighthouse!   |
| 01  | 27.09.2017        | The Great Experiment of the Washing Machine! |                               |                                          |
|     |                   |                                              |                               |                                          |
| 02  | 01.11.2017        |                                              |                               | Old Monteplumage Had a Chicken!          |
| 02  | 01.11.2017        | A Viking at my Door!                         |                               |                                          |
|     |                   |                                              |                               |                                          |
| 03  | 22.11.2017        |                                              |                               | Cheating like Nostradogmus!              |
| 03  | 22.11.2017        | 21.08.2018                                   | Nie ma jak w dyni!            | Beware of the Phenomenal Pumpkin People! |
|     |                   |                                              |                               |                                          |
| 04  | 20.12.2017        | 19.10.2018                                   | W szczęśliwej dolinie!        | Happy, Happy Valley!                     |
| 04  | 20.12.2017        | 22.05.2018                                   | Dwóch samurajów!              | The Curse of the Twin Samurai!           |
|     |                   |                                              |                               |                                          |
| 05  | 24.01.2018        | 19.09.2018                                   | Z życia staruszka             | Go, Go Golden Years!                     |
| 05  | 24.01.2018        | 20.04.2018                                   | Przejmij stery!               | A Series of Unfortunate Substitutions!   |
|     |                   |                                              |                               |                                          |
| 06  | 28.02.2018        | 20.07.2018                                   | Witamy na wyspie Be!          | Welcome to Beagle Island!                |
| 06  | 28.02.2018        | 18.12.2018                                   | Efekt motyla!                 | The Giant Butterfly of Duckburg!         |
|     |                   |                                              |                               |                                          |
| 07  | 14.03.2018        | 20.06.2018                                   | Miasto duchów – to jest to!   | There is No Place Like a Ghost Town!     |
| 07  | 14.03.2018        | The Stone of Truth!                          |                               |                                          |
|     |                   |                                              |                               |                                          |
| 08  | 11.04.2018        | 20.02.2019                                   | Bestia z sali konferencyjnej! | The Beast in the Board Room!             |
| 08  | 11.04.2018        | 22.01.2019                                   | Zanim się obudzi!             | Sleep (Walk) of Doom!                    |
|     |                   |                                              |                               |                                          |
| 09  | 13.06.2018        |                                              |                               | The Risk McDuck Refuses!                 |
| 09  | 13.06.2018        | The Frightful Family Fishgin Trip!!          |                               |                                          |
|     |                   |                                              |                               |                                          |
| 10  | 11.07.2018        |                                              |                               | The Hedge Enigma!                        |
| 10  | 11.07.2018        | The Twisted Tale of the Two-Headed Horse!    |                               |                                          |
|     |                   |                                              |                               |                                          |
| 11  | 22.08.2018        |                                              |                               | Horror in the Highlands!                 |
| 11  | 22.08.2018        | Nightmare on Bear Mountain!                  |                               |                                          |
|     |                   |                                              |                               |                                          |